# Heinrich Goldschmidt
Heinrich Jacob Goldschmidt, född den 12 april 1857 i Prag dåvarande Österrike-Ungern, död den 20 september 1937 i Oslo, var en kemist, far till Victor Moritz Goldschmidt.
Goldschmidt blev 1881 docent och 1885 honorarprofessor i Zürich, arbetade två år hos van’t Hoff i Amsterdam, där han även var docent, kallades 1896 till extra ordinarie professor i Heidelberg och blev 1901 professor i kemi vid Kristiania universitet. 
Goldschmidt utförde många värdefulla arbeten såväl inom den organiska som den fysikaliska kemin. Bland de förra kan nämnas hans undersökningar om oximer, om diazo- och azoföreningar samt hans metod att med hjälp av fenylisocyanat påvisa vissa atomgrupper, särskilt hydroxylgruppen. 
Goldschmidts fysikalisk-kemiska arbeten utmärker sig genom gedigna experiment och kritisk bearbetning; de behandlar löslighetsfenomen och i synnerhet katalytiska reaktioner, av vilka Goldschmidt utförligt undersökt en mängd.